# Jan Polák
Jan Polák (født 14. marts 1981 i Brno, Tjekkoslovakiet) er en tjekkisk fodboldspiller, der spiller på midtbanen hos FC Zbrojovka Brno. Han har tidligere spillet for blandt andet Slovan Liberec, FC Nürnberg, Wolfsburg og Anderlecht.
Med Nürnberg vandt han i 2007 den tyske pokalturnering, mens det med Anderlecht blev både et belgisk mesterskab i 2010 og en pokaltitel i 2008.

## Landshold
Polák har (pr. april 2018) spillet 57 kampe og scoret syv mål for Tjekkiets landshold, som han debuterede for i 1999. Han var en del af den tjekkiske trup til både VM i 2006 og EM i 2008.

## Titler
Tysk Pokalturnering
- 2007 med FC Nürnberg

Jupiler Pro League
- 2010 med RSC Anderlecht

Belgisk Pokalturnering
- 2008 med RSC Anderlecht

Belgisk Super Cup
- 2010 med RSC Anderlecht